# Scherz AG
| AG ist das Kürzel für den Kanton Aargau in der Schweiz. Es wird verwendet, um Verwechslungen mit anderen Einträgen des Namens Scherz zu vermeiden. |

Scherz (schweizerdeutsch: ʃæːrts) ist ein Dorf im Schweizer Kanton Aargau, knapp vier Kilometer südsüdwestlich von Brugg. Es gehört zur Gemeinde Lupfig im Bezirk Brugg und war bis zum 31. Dezember 2017 eine eigenständige Einwohnergemeinde.

## Geographie
Das Dorf liegt in einer Mulde am westlichen Rand des flachen Birrfelds. Gegen Norden in Richtung Habsburg steigt die Ebene leicht an. Ganz im Westen wird sie von einer Geländekante begrenzt, wo ein Hang steil ins Aaretal abfällt. Im Südwesten erhebt sich der 508 Meter hohe Scherzberg, der in Richtung Süden in den Chestenberg übergeht, einen Ausläufer des Faltenjuras. Durch das Dorf verläuft der Süssbach, der zwei ehemalige Mühlenweiher speist. Die Fläche des Gemeindegebiets betrug 330 Hektaren. Der höchste Punkt des ehemaligen Gemeindegebiets war ein namenloser Gipfel zwischen Scherzberg und Chestenberg auf einer Höhe von 541 Metern, der tiefste lag auf 387 Metern an der damaligen östlichen Gemeindegrenze. Nachbargemeinden waren Habsburg im Norden, Hausen im Nordosten, Lupfig im Osten, Holderbank im Süden und Schinznach-Bad im Westen.

## Geschichte

Luftbild aus 2000 m Höhe von Walter Mittelholzer (1923)

Die erste urkundliche Erwähnung von Shernitz erfolgte im Jahr 1240, als die Habsburger einige Güter an den Deutschritterorden in Hitzkirch verliehen. Der Ortsname ist alteuropäischen Ursprungs; er leitet sich von *Skarantia ab, was «Ort mit steinigem Boden» bedeutet. Das Dorf gehörte im Mittelalter zum Eigenamt, dem ältesten Besitz der Habsburger, deren Stammsitz in unmittelbarer Nähe auf dem Wülpelsberg steht. 1397 übertrugen sie die Grund- und Gerichtsherrschaft an das Kloster Königsfelden in Windisch.
Nach der Eroberung des Aargaus durch die Eidgenossen im Jahr 1415 übernahm die Stadt Bern die Herrschaft, das Eigenamt war nun Teil der Untertanengebiete im Berner Aargau. 1528 führten die Berner die Reformation ein und lösten das Kloster Königsfelden auf. Sie wandelten das Eigenamt in die Landvogtei Königsfelden um und übten danach sämtliche Rechte aus. Ab dem 16. Jahrhundert wurde am Scherzberg Bohnerz abgebaut, welches man im Hüttenwerk Albbruck weiterverarbeitete. 1770 musste der Erzabbau wegen Erschöpfung der Lagerstätte eingestellt werden. Zahlreiche Mulden, Abraumhalden und begehbare Stollen sind bis heute erhalten geblieben.
Beim Franzoseneinfall im März 1798 entmachteten die Franzosen die «Gnädigen Herren» von Bern und riefen die Helvetische Republik aus, die 1803 aufgelöst wurde. Scherz gehört seither zum Kanton Aargau. Bis in die Mitte des 20. Jahrhunderts blieb das Dorf landwirtschaftlich geprägt. Seit 1950 hat sich die Einwohnerzahl verdoppelt. Der Ort entwickelte sich von einer Bauern- zu einer Wohngemeinde. Die Gemeinde fusionierte per 1. Januar 2018 mit Lupfig.

## Sehenswürdigkeiten

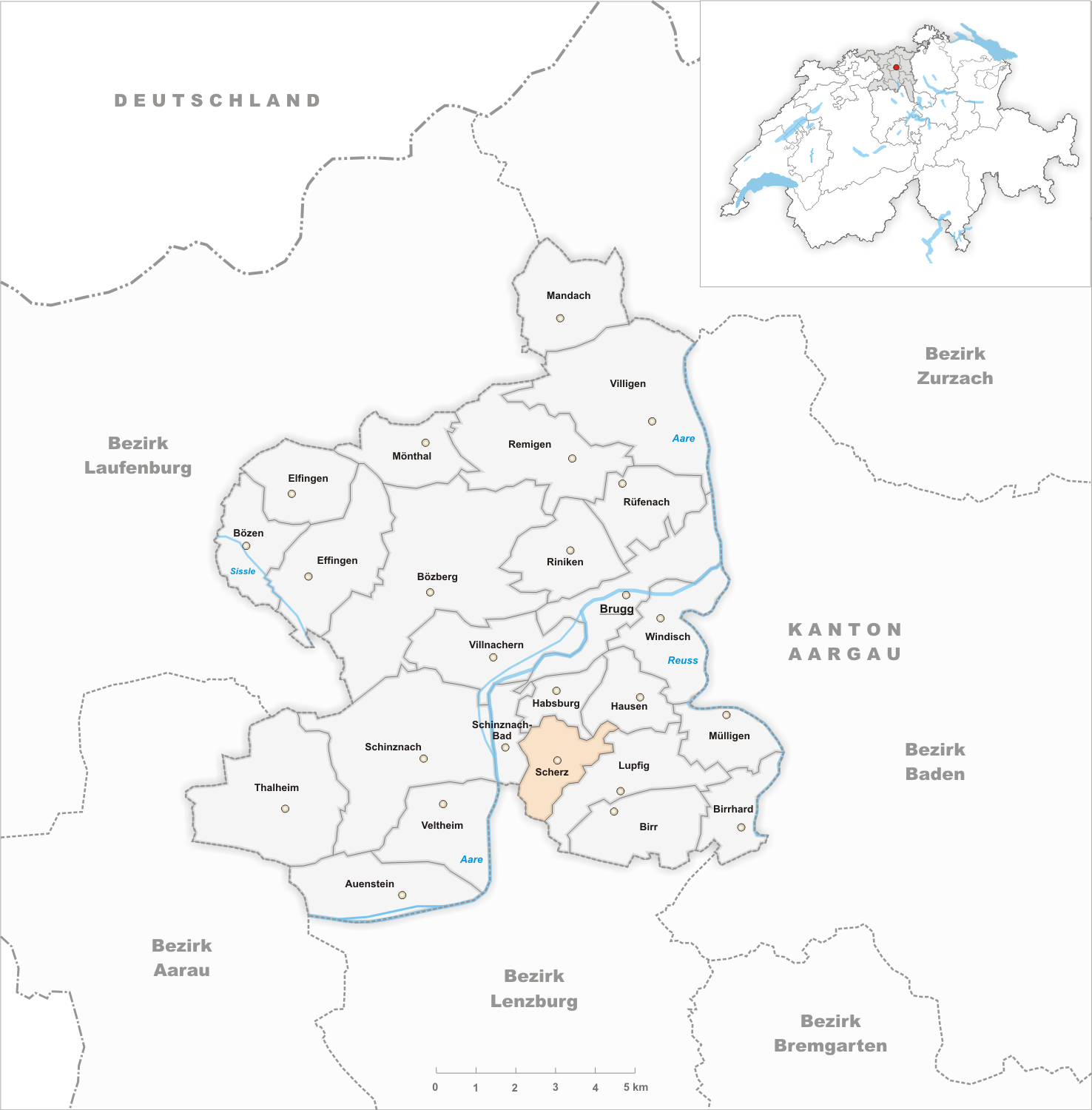
Gemeindestand vor der Fusion am 1. Januar 2018

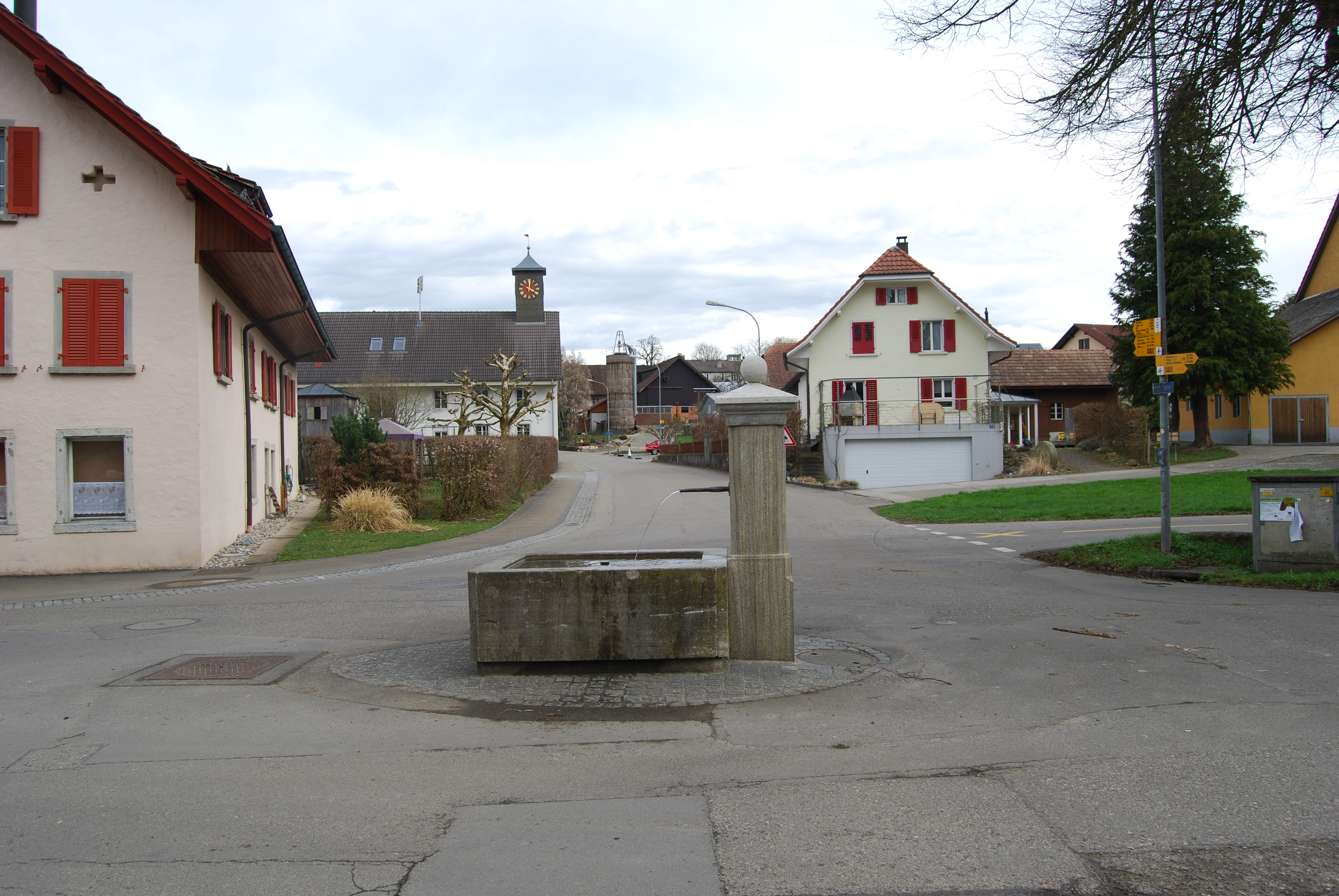
Dorfzentrum von Scherz

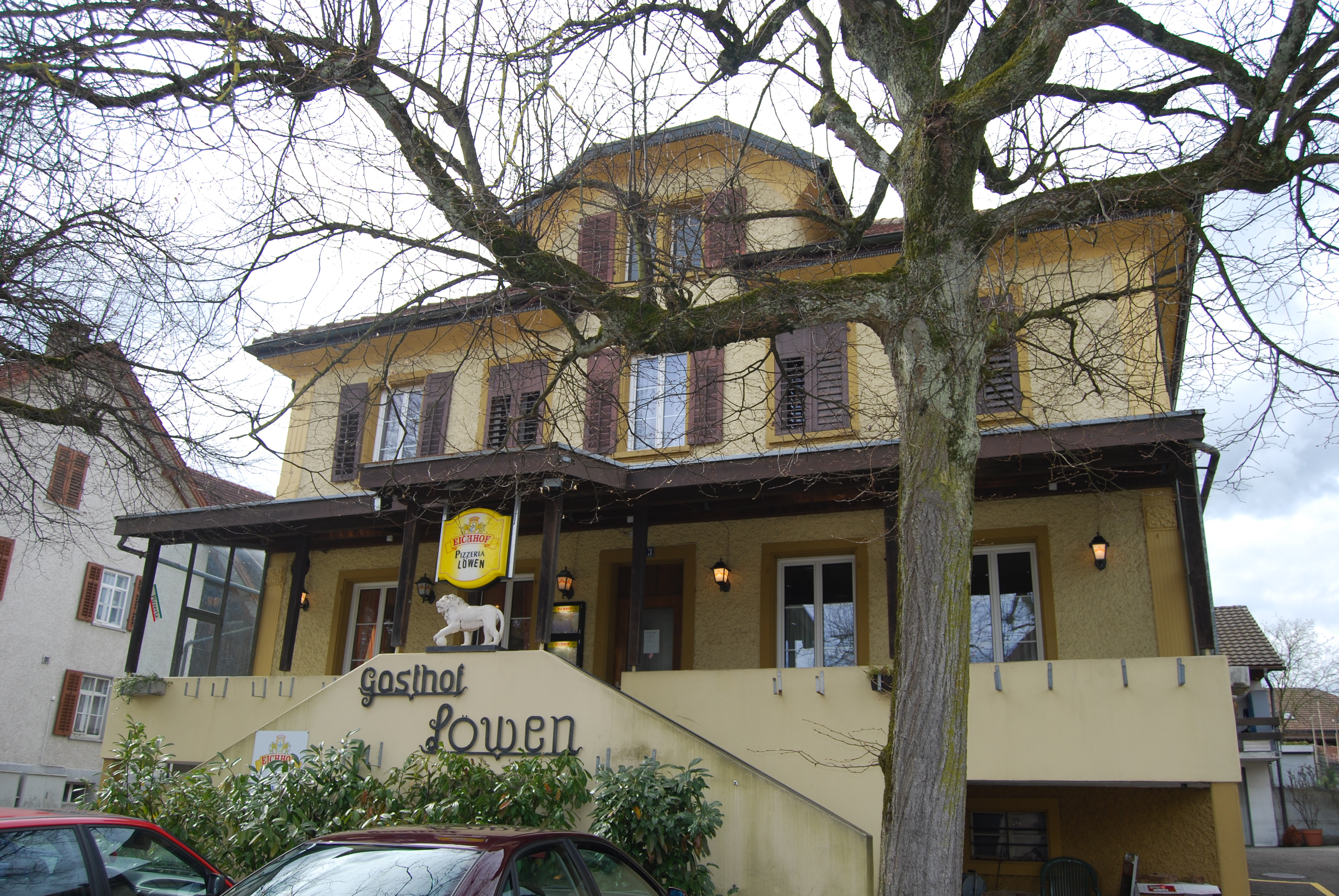
Gasthof Löwen Scherz

## Wappen
Die Blasonierung des ehemaligen Gemeindewappens lautet: «In Weiss rotes Herz, aus dem eine rote und zwei gelbe Federn wachsen.» Über die Bedeutung des Wappens, welches 1872 erstmals auf dem Gemeindesiegel zur Anwendung kam, herrscht Unklarheit. Einerseits soll es sich um eine Rübe mit Kraut handeln (eines der wichtigsten Anbauprodukte der hiesigen Bauern), andererseits wird es auch als Herz eines der Waldbrüder interpretiert, die im 14. Jahrhundert eine Klause betrieben.

## Bevölkerung
Die Einwohnerzahlen entwickelten sich wie folgt:
| Jahr      | 1764 | 1850 | 1900 | 1930 | 1950 | 1960 | 1970 | 1980 | 1990 | 2000 | 2010 |
| Einwohner | 181  | 346  | 295  | 330  | 293  | 317  | 334  | 424  | 502  | 575  | 645  |

Am 31. Dezember 2017 lebten 658 Menschen in Scherz. Bei der Volkszählung 2015 bezeichneten sich 46,2 % als reformiert und 21,9 % als römisch-katholisch; 31,9 % waren konfessionslos oder gehörten anderen Glaubensrichtungen an. 95,5 % gaben bei der Volkszählung 2000 Deutsch als ihre Hauptsprache an, 1,7 % Albanisch und 1,6 % Französisch.

## Verkehr
Scherz liegt neben der Kantonsstrasse 399, die von Lupfig nach Schinznach-Bad führt, wobei der Durchgangsverkehr das Dorfzentrum an dessen Nordseite umfährt. Eine weitere Strasse führt von Scherz über Habsburg nach Brugg. Nördlich des Dorfes befindet sich das Ostportal des 1,5 Kilometer langen Habsburgtunnels der Autobahn A3. Die nächste Anschlussstelle liegt zwei Kilometer östlich des Dorfes zwischen Hausen und Lupfig. Scherz ist die Endstation einer Postautolinie, die zum Bahnhof Brugg führt. An Wochenenden verkehrt ein Nachtbus von Brugg über Birr und Scherz nach Habsburg.